# An Anarchist FAQ
"An Anarchist FAQ" è una FAQ scritta da un gruppo di lavoro internazionale di anarchici socialisti collegati tramite Internet. Documenta la teoria e le idee anarchiche e contiene discussioni a favore dell'anarchismo sociale. Esplora anche altri dibattiti interni al movimento anarchico e contrasta argomenti comuni contro l'anarchismo. È in costante evoluzione dal 1995. Iniziato come una critica all'anarco-capitalismo, quando uscì divenne un'introduzione generale all'anarchismo.
Le FAQ sono pubblicate sotto i termini della GNU Free Documentation License (copyleft) ed è dedicata "ai milioni di anarchici, vivi e morti, che hanno cercato e stanno cercando di creare un mondo migliore". Fu messo online il 19 luglio 1996 "per celebrare la Rivoluzione anarchica spagnola del 1936 e l'eroismo del movimento anarchico spagnolo".

## Storia
Le FAQ sono state pubblicate per la prima volta nel 1995 quando un gruppo di anarchici si riunì per scrivere delle FAQ che discutessero e affrontassero le affermazioni capitalistiche di coloro che dichiaravano di essere anarchici. Coloro che erano coinvolti nel progetto avevano trascorso molte ore nel dibattito online con anarco-capitalisti riguardo alla compatibilità o meno di anarchismo e capitalismo. Alla fine, un gruppo di attivisti ha decise di scrivere una FAQ per spiegare i propri pensieri sul perché l'anarchismo e il capitalismo fossero incompatibili. Mentre le FAQ sono state scritte da molti collaboratori, i principali collaboratori sono elencati nell'introduzione come Iain McKay (collaboratore principale ed editore), Gary Elkin, Dave Neal ed Ed Boraas, che si definiscono The Anarchist FAQ Editorial Collective. Tuttavia, i redattori alla fine decisero che una FAQ anarchica incentrata sull'anarchismo stesso sarebbe stata un'idea migliore di una dedita esclusivamente a confutare la nozione di anarco-capitalismo e così nacquero le FAQ. Gli autori riconoscono che "porta ancora alcuni dei segni della sua storia passata. Ad esempio, dà ad artisti del calibro di Ayn Rand, Murray Rothbard e così via, troppo spazio al di fuori della Sezione F - non sono poi così importanti".
Le FAQ ringraziano le seguenti persone per il loro contributo: Andrew Flood, Mike Ballard, Francois Coquet, Jamal Hannah, Mike Huben, Greg Alt, Chuck Munson, Pauline McCormack, Nestor McNab, Kevin Carson, Shawn Wilbur "e i nostri compagni sull'anarchia, oneunion e organise! mailing list ". Uno studio del 2003 di Critical Studies in Media Communication ha dichiarato le FAQ il sito Web anarchico più importante, scoprendo che ha ricevuto collegamenti in entrata dal 20% dei siti web anarchici studiati.
Le FAQ sono state pubblicate in brossura in due volumi da AK Press, Oakland/Edinburgh:
- Volume I: 2008, 558 pagine, ISBN 9781902593906    .
- Volume II: 2012; 550 pagine, ISBN 9781849351225    .

## Contenuto
I redattori delle FAQ si identificano come appartenenti al ramo sociale anarchico dell'anarchismo (definito come anarco-comunismo, anarco-sindacalismo, anarchismo collettivista e il mutualismo di Pierre-Joseph Proudhon ). Nonostante ciò, le FAQ presentano e descrivono altre scuole di pensiero anarchiche come l'anarchismo individualista, l'anarco-femminismo e alcune teorie meno conosciute come il platformismo e il primitivismo. Cita riferimenti di una varietà di autori di queste scuole e la sua bibliografia contiene oltre cinquecento fonti. Secondo le FAQ, l'anarchismo è sinonimo di socialismo libertario, socialismo libero, anarco-comunismo e comunismo libero.
Data l'ampia gamma di idee anarchiche, gli autori riconoscono che molti anarchici non saranno d'accordo con tutto ciò che viene riportato nelle FAQ. Tuttavia, esprimono la loro convinzione che "la maggior parte degli anarchici sarà d'accordo con la maggior parte di ciò che presentiamo e rispetterà quelle parti con cui non sono d'accordo come espressioni autentiche di idee e ideali anarchici".
Le FAQ spiegano anche le controversie all'interno del pensiero anarchico, come dove e perché gli anarchici sociali e gli anarchici individualisti non sono d'accordo. Come anarchici sociali, gli scrittori spiegano anche le loro opinioni sull'anarchismo individualista, sostenendo che mentre l'anarchismo individualista è sicuramente importante ha anche contraddizioni e "molti difetti", affermando che porterebbe a una società "gerarchica e non anarchica". Difendono anche dalle critiche individualiste degli anarchici all'anarchismo sociale, sostenendo che "gran parte di questa opposizione era radicata in incomprensioni e, a volte, in totale distorsione".
Le FAQ non accettano l'anarco-capitalismo come parte dell'anarchismo individualista, né dell'anarchismo in generale. Gli autori delle FAQ spiegano e criticano l'anarco-capitalismo nelle sezioni F e in parte G delle FAQ. Affermano che "al di fuori della rete [gli anarco-capitalisti] sono irrilevanti e in rete sono solo fastidiosi" e definiscono "insensati" gli argomenti degli anarco-capitalisti. Una critica alle "FAQ sulla teoria dell'anarchismo" di Bryan Caplan è anche presentata nella prima appendice, insieme agli argomenti secondo cui le FAQ di Caplan distorcono il rapporto tra anarchismo e anarco-capitalismo.

## Influenza e critica
Le FAQ sono state integrate da diverse fonti. L'anarco-sindacalista Solidarity Federation l'ha definita una "risorsa inestimabile" e "altamente raccomandata" per le persone che desiderano "acquisire una migliore comprensione dell'anarchismo". Flint Jones, membro del NEFAC, ha salutato le FAQ come "la risorsa [anarchica] più completa disponibile". Il Workers Solidarity Movement, un gruppo anarchico irlandese, lo ha definito "la principale fonte di informazioni sull'anarchismo nel world wide web". L'anarchico del Quebec, Normand Baillargeon, lo definisce una "FAQ monumentale ed essenziale dedicata all'anarchismo". Le FAQ sono state citate dallo studioso di comunicazione Joseph M. Reagle Jr. "[come] un esempio dei principi [della governance della comunità]". Negli ultimi anni, le FAQ sono state citate in vari lavori pubblicati, come Viable Utopian Ideas: Shaping a Better World (2003) di Arthur Shostak e Utopia and Organization (2002) di Martin Parker. È stato descritto come "molto completo" da Paul Graham e John Hoffman nella loro Introduzione alle ideologie politiche (2006). Varie versioni delle FAQ sono state tradotte in otto lingue ed è stato incluso in ogni versione stabile di Debian dal 1999.
Una versione precedente delle FAQ è stata criticata una volta da uno degli anarco-capitalisti a cui era stata scritta per opporsi. Scrivendo nel 1997 e riferendosi alla versione delle FAQ del 1996, David D. Friedman si lamentava di ciò che chiamava "irresponsabilità" degli autori nel fare errori nel loro resoconto della storia islandese e attribuendogli una posizione che non ricopriva. Gli autori hanno corretto il loro errore nella visione di Friedman nelle versioni successive quando sono venuti a conoscenza delle sue critiche. Pur riconoscendo che la versione delle FAQ del 1996 conteneva alcuni errori riguardanti l'Islanda medievale ed era scarsamente verificata, hanno negato che ciò rappresentasse un "disprezzo per la verità" e sostengono che la loro critica era ancora valida nonostante "alcuni gravi errori nei dettagli".
L'anarchico individualista e individualista Kevin Carson ha definito le FAQ un "compendio onumentale sulla storia, la teoria e la pratica anarchiche". Tuttavia, Carson non era d'accordo con l'analisi delle FAQ sull'anarco-capitalismo. Ha fatto riferimento al trattamento delle FAQ sull'anarco-capitalismo come "probabilmente il punto più debole delle FAQ", continuando: "[Mentre] considero l'anarco-capitalismo essere considerevolmente divergente dall'anarchismo individualista classico, [anch'io] rifiuto ogni asserzione generale che possono essere "veri anarchici" ".